# مردم روس در اسرائیل
مردم روس در اسرائیل یا اسرائیلی‌های روس شهروندان پساشوروی روس هستند که به اسرائیل مهاجرت می‌کنند و نیز اعقاب ایشان. در سال ۲۰۲۲ روسی‌زبانان حدود ۱٬۳۰۰٬۰۰۰ نفر یا ۱۵٪ جمعیت اسرائیل بودند. هرچند این تعداد همچنین شامل مهاجران از شوروی و کشورهای پساشوروی غیر از خود روسیه است.